# 塩崎こうせい
塩崎 こうせい（しおざき こうせい、1978年12月21日 - ）は、日本の俳優、振付師。静岡県裾野市出身。

## 人物
2014年X-QUEST公演『ブラック西遊記』にて、佐藤佐吉賞2014・最優秀主演男優賞を受賞。
2016年10月には声優の國立幸と結婚を発表した。2018年9月『四天王〜エレメンタルフィクサー〜』の千秋楽をもって所属していたX-QUESTを退団した。
2020年11月、AXION entertainmentを創立。
2021年5月に自身が主宰を務めるCROWNSを旗揚げする。

## 出演
太字は主演作品。

### 映画
2021年
- 『信虎』（監督：金子修介）

2020年
- 『みおつくし料理帖』（監督：角川春樹）

2019年
- 『ディープロジック』（監督：山岸謙太郎）

### 舞台
2025年
- 竹内尚文プロデュース vol.3『クリームチーズクラッカーズ』（10月8日 - 13日、上野ストアハウス）
- 劇団おぼんろ 第26回本公演『ラルスコット・ギグの動物園』（9月11日 - 9月20日、Mixalive TOKYO Theater Mixa）[4]
- アメツチ×@ emotion『ももがたり』（7月31日 - 8月4日、シアターサンモール）
- ムケイチョウコク『悠遠のNight Wedding』（7月17日 - 8月24日、東京ドームホテル ウェディング
- ボクらの罪団『リプレイ〜再廻〜』（5月21日 - 25日、築地本願寺ブディストホール）
- 朗読劇『東京タワー』原作 リリー・フランキー』（5月3日 - 4日、TOKYO FM HALL）
- 劇団ホチキス 第50回本公演『妻らない極道たち』（4月2日 - 6日、こくみん共済 coop ホール/スペース・ゼロ / 4月20日、メニコン シアターAoi）[5]

2024年
- 大統領師匠vol.17『はんなま砦は夜更けまで』（12月4日 - 18日、下北沢駅前劇場）[6]
- エビスSTARバープロデュース公演『INTERCHANGE-或る文筆家の真影- 』（10月31日 - 11月5日、 エビスSTARバー ）
- 『イノセント』（8月29日 - 9月2日、新宿サンモールスタジオ）
- おぼんろ『聖ダジュメリ曲芸団』（5月30日 - 6月9日、Mixalive TOKYO Theater Mixa）[7]
- CROWNS『棄民の島』（3月20日 - 24日、サンモールスタジオ）[8]

2023年
- おぼんろ『月の鏡にうつる聲』（8月4日 - 8月13日、Mixalive TOKYO Theater Mixa）

- 『あの日はライオンが咲いていた』（5月10日 - 5月14日、Theater-Green BOX in BOX THEATER）

2022年
- 『テムとゴミの声-第一章ゴミのサーカス団-』（12月22日、下北沢 楽園）
- 劇団6番シード『火消しの辰と瓦版屋の娘』(11月30日 - 12月4日、築地本願寺ブディストホール)
- FEVER DRAGON NEO『金魚鉢』（10月19日 - 30日、Studio ZAP）
- おぼんろ『瓶詰めの海は寝室でリュズタンの夢をうたった』（8月18日 - 28日、Mixalive TOKYO Theater Mixa）
- Jewels Story『プッチーニの描いた世界 』（7月31日、品川インターシティホール）
- CROWNS『畳屋のあけび』（7月6日 - 10日、シアター代官山）
- WAHAHA本舗 我善導をおもしろがる会 vol.3『？人のおもしろがれない大人たち』（5月17日 - 22日、新宿シアタートップス）
- 朝劇『恋の遠心力』（5月15日、NOS Bar & Dining）
- 合同会社LICHT−ER『グレートフルグレープフルーツ』演出（4月14日 - 17日、池袋シアターグリーン ベースシアター）
- おぼんろ『パダラマ・ジュグラマ』（2月13日 - 20日、Mixalive TOKYO Theater Mixa）

2021年
- 刀屋壱殺陣パフォーマンス『業〜Gou』（12月22日、R'sアートコート（労音大久保会館））
- FEVER DRAGON NEO『想路列車』（10月13日 - 17日、花まる学習会王子小劇場）
- 劇団山本屋『午前5時47分の時計台』（9月8日 - 12日、あうるすぽっと）
- おぼんろ『瓶詰めの海は寝室でリュズタンの夢をうたった』（8月12日 - 17日、Mixalive TOKYO Theater Mixa）
- 『Zoo-Z』（7月7日 - 11日、東京ドームシティ シアターGロッソ）
- 『白球乙女!!』（6月17日 - 20日、MsmileBOX渋谷）
- CROWNS『蝶の筆』（5月12日 - 23日、花まる学習会王子小劇場）
- 『サンサーラ式葬送入門-自在篇-』（3月11日 - 21日、シアターKASSAI）
- 『2.5次元ダンスライブ「ALIVESTAGE」Episode 4「WYD」』（2月4日 - 14日、ヒューリックホール東京）
- 『LAST &SEX』（1月23日、配信公演）

2020年
- 『苦闘のラブリーロバー』（12月9日 - 13日、赤坂 RED THEATER）
- FEVER DRAGON NEO『砲弾家族〜さちの物語〜』（10月14日 - 18日、下北沢 geki地下リバティ）
- 『女医レイカ』（3月5日 - 8日、シアターグリーン BIGTREE THEATER）

2019年
- 演劇企画 heart more need『アンオーダブル』（11月20日 - 24日、劇場MOMO）
- ケイ・サイド『きらきら〜じゃんぷの法則』（10月23日 - 27日、シアターKASSAI）
- ホチキス『ゴールデンレコード』（6月20日 - 30日、あうるすぽっと）
- 『MOTHER〜特攻の母 鳥濱トメ物語〜』（5月2日 - 6日、新国立劇場 小劇場 / 6月2日、豊田市民文化会館 小ホール / 6月4日、浜松市勤労会館 Uホール）
- 『くるおしき綾、絢爛なれ。』（2月28日 - 3月3日、シアターKASSAI）

2018年
- ツツシレイトライ『ココニイルカラ』（12月30日、てあとるらぽう）
- dopeAdope『スーパーノバ』（11月28日 - 12月9日、シアターグリーン BIGTREE THEATER）
- FEVER DRAGON NEO『不屈者』（10月31日 - 11月4日、日暮里 d-倉庫）
- X-QUEST『四天王』（9月20日 - 24日、シアターサンモール）
- 刀屋壱×劇団PISTOL『BURRRN!!!』（8月15日 - 18日、月島社会教育会館）
- heart more need『高額時給制アシュトレト』（8月1日 - 6日、コフレリオ新宿シアター）
- 『櫻農カプリチオ〜櫻ヶ丘農業高等学校狂想曲〜』（7月6日、千本桜ホール）
- 『鬼哭』（6月20日 - 24日、築地本願寺ブディストホール）
- 『乱歩奇譚 Game of Laplace〜パノラマ島の怪人〜』[9]（4月13日 - 22日、シアターサンモール）
- X-QUEST『義経ギャラクシー』[10]（3月8日 - 11日、北とぴあ つつじホール）
- 『Z℃ ―ズィド―』[11]（2月10日・11日、NORA HAIR SALON）
- ホチキス『妻らない極道たち』[12]（1月28日、あうるすぽっと）
- リジッター企画公演 第十四攻撃『そこのこと』[13]（1月17日 - 21日、CBGKシブゲキ!!）

2017年
- オフィスインベーダー『ヘルプマン!〜舞台版・監査編〜』[14]（11月8日 - 12日、俳優座劇場）
- X-QUEST『愛だ』（10月18日 - 22日、新宿村LIVE）
- FEVER DRAGON NEO『畳屋の女房 〜小説家・多々良聡一の滑稽な日々〜』（8月23日 - 27日、シアターKASSAI）
- 『イリクラ』（8月11日、シアターグリーン BIGTREE THEATER）
- オフィスインベーダー『イムリ』（7月26日 - 31日、俳優座劇場）
- ホチキス『あちゃらか』[15]（6月3日 - 18日、吉祥寺シアター）
- トツゲキ倶楽部『独立愚連飯店』（4月19日 - 30日、「劇」小劇場）
- X-QUEST『ファントム・ビー』（2月24日 - 3月5日、駅前劇場）
- heart more need『GO ON』（2月1日 - 5日、SPACE 梟門）

2016年
- -Cleio-『Dragon's Heaven　銀の船、鋼の城』（12月29日・30日、萬劇場）
- リジッター企画 朗読劇『ようせいのしっぽ』（11月20日、東中野バニラスタジオ）
- FEVER DRAGON NEO『竜眼の漢』（11月9日 - 13日、日暮里 d-倉庫）
- X-QUEST『最終兵器ピノキオ、その罪と罰─ミラージュ・イン・スチームパンク─』（10月6日 - 10日、シアターサンモール）
- 劇団山本屋『Super natural Blue』（9月26日、あうるすぽっと）
- DMF/ENG提携公演『SLeeVe-RefRain』（8月17日 - 22日、六行会ホール）
- S4U『イリクラ』（7月21日 - 24日、シアターグリーン BIGTREE THEATER）
- ジョー＆マリ プロジェクト『熱闘!!飛龍小学校☆パワード』[16]（6月18日 - 26日、シアターサンモール）
- X-QUEST『神芝居〜アリス・イン・ギガニッポンノワンダーランド〜』[17]（4月20日 - 5月1日、王子小劇場）
- ピヨピヨレボリューション『Gliese』（4月3日、シアターノルン）
- リジッター企画『もしも、シ〜とある日の反射』（3月6日 - 20日、吉祥寺シアター）
- 朝劇 西新宿『恋の遠心力』（2月28日、GLASS DANCE 新宿店）
- ホチキス『値千金のキャバレー』[18]（1月23日 - 31日、座・高円寺1）

2015年
- 劇団山本屋『つぎはぎだらけのヒーローズ』（12月16日 - 20日、笹塚ファクトリー）
- X-QUEST『義経ギャラクシー〜銀河鉄道と五条大橋の999〜』（11月18日 - 29日、王子小劇場）
- ポップンマッシュルームぴあ野郎『錆びつきジャックは死ぬほど死にたい』（10月28日 - 11月3日、CBGKシブゲキ!!）
- FEVER DRAGON NEO『Jack's Magic』（10月15日 - 18日、笹塚ファクトリー）
- 劇団青年座スタジオ公演『第十七捕虜収容所』[19]（9月29日 - 10月4日、青年座劇場）
- TEAMゆうびんホスト『森のふるふり』（9月9日 - 13日、シアターKASSAI）
- 進戯団夢命クラシックス『School Of Concerto』（8月2日、笹塚ファクトリー）
- DMF/ENG提携公演『LAST SMILE』（7月22日 - 27日、シアターグリーン BIGTREE THEATER）
- X-QUEST『金と銀の鬼∸チェインソウル』（6月17日 - 28日、王子小劇場）
- リジッター企画『誰がための笛は鳴る』[20]（5月8日 - 18日、吉祥寺シアター）
- ワイアールジャパン『コップの中の嵐』（4月25日、シアターKASSAI）
- LEGENDSTAGE produce TOKYO七福神GEKIJO『春風外伝』[21]（4月9日 - 12日、博品館劇場）
- 裏庭巣箱『シキサイ』（2月12日 - 15日、スタジオ空洞）

2014年
- X-QUEST『ミラージュ・イン・スチームパンク〜最終兵器ピノキオ、その罪と罰〜』（11月27日 - 12月8日、王子小劇場）
- FEVER DRAGON NEO『鎖と肖像とウサギの夜』（10月1日 - 5日、笹塚ファクトリー）
- キティエンターテインメント・プレゼンツ　SHATNER of WONDER #1『ロボ・ロボ』（作・演出：西田シャトナー）[22]（8月29日 - 9月1日、サンシャイン劇場）
- Liberal Familiar『凛と立ち、飄々と舞い、可憐に咲く』（7月10日 - 13日、ウエストエンドスタジオ）
- X-QUEST『ベニクラゲマン〜実験都市マーベラスの逆襲〜』[23]（6月11日 - 22日、王子小劇場）
- 劇団6番シード『オレンジ新撰組リターンズ』（5月2日 - 11日、シアターKASSAI）
- ポップンマッシュルームチキン野郎『ちょっと待って誰コイツ！こんなヤツ知らない』（3月14日 - 23日、シアターKASSAI）
- X-QUEST『ブラック西遊記〜ステッピン・イントゥ・ユア・ダークサイド・ワールド』[24]（2月5日 - 16日、王子小劇場）

2013年
- X-QUEST『ミハルの人魚─戦慄の人間ミキサー！─』（8月17日 - 25日、駅前劇場）
- ENG『SLeeVe』（4月25日 - 29日、相鉄本多劇場）
- 劇団宇宙キャンパス『つきあたり見上げれば・・・』（4月4日 - 10日、吉祥寺シアター）
- X-QUEST『ブルーアップル〜紅水母の棺〜』（2月27日 - 3月3日、シアターグリーン BIGTREE THEATER）
- 大和メ組『瑠璃色の雫』（1月10日 - 14日、シアターグリーン BIGTREE THEATER）

2012年
- こらぼ大森・子ども交流センター｜童話劇『赤ずきんちゃん、ご用心！Xmas.バージョン』[25]（12月21日、こらぼ大森・子ども交流センター音楽室）
- 企画演劇集団ボクラ団義『忍ぶ阿呆に死ぬ阿呆』（11月7日 - 12日、SPACE107 / 12月7日 - 9日、大阪市立芸術創造館）
- X-QUEST『ムサ×コジ ハイパー』（10月2日 - 8日、THEATRE1010 ミニシアター）
- FEVER DRAGON NEO『SUDEGORO』（9月5日 - 9日、笹塚ファクトリー）
- 進戯団夢命クラシックス『花音』（5月16日 - 20日、SPACE107）
- X-QUEST『七人の白雪姫〜同時上演〜七人の桃太郎』（3月23日 - 25日、吉祥寺シアター）
- 企画演劇集団ボクラ団義『鏡に映らない女、記憶に残らない男』（2月15日 - 20日、SPACE107）

2011年
- 進戯団夢命クラシックス『Lullaby』（11月9日 - 13日、SPACE107）
- キティフィルム・プレゼンツ『ソラオの世界』（10月5日 - 9日、前進座劇場）
- X-QUEST『ムサ×コジ』（7月21日 - 24日、THEATER1010 ミニシアター）
- 『DRAGON'S HEAVEN vol.IV完結篇』（6月16日 - 21日、日暮里 d-倉庫）
- 劇団宇宙キャンパス『はるいち。』（4月4日 - 10日、ART THEATER かもめ座）
- X-QUEST『金と銀の鬼2011』（3月2日 - 6日、THEATER1010 ミニシアター）
- 宇宙食堂『無重力金魚』（2月23日 - 27日、日暮里 d-倉庫）
- 散歩道楽『咲き誇る花、真夏の流星』（2月10日 - 18日、小劇場楽園）

2010年
- 進戯団夢命クラシックス『カイライ』（12月22日 - 26日、新宿シアターモリエール）
- X-QUEST『七人の息子』（12月2日 - 5日、THEATER1010 ミニシアター）
- X-QUEST『演戯王』（7月7日 - 11日、吉祥寺シアター）
- 有名塾＆EBA提携プロデュース『Let's twist again』（5月3日 - 5日、スタジオあくとれ）
- 『DRAGON'S HEAVEN vol.III 回天篇』（4月10日 - 18日、日暮里 d-倉庫）
- 進戯団夢命クラシックス『雅貴とクダンの奇妙な夜』（4月1日 - 4日、新宿シアターモリエール）
- AG-ONE Produce X-QUEST2010春興行『悪ノ娘〜凄艶のジェミニ〜』（1月27日 - 31日、東京芸術劇場 小ホール2）
- シアターキューブリック『誰ガタメノ剣』（1月20日 - 24日、紀伊國屋サザンシアター）

2009年
- X-QUEST『七人の息子』（5月28日 - 31日、THEATER1010 ミニシアター）
- 東京の人『改・FAKE!』[26]（5月3日 - 6日、タイニイアリス）
- NODA・MAP『パイパー』（作・演出：野田秀樹）（1月4日 - 2月28日、Bunkamura シアターコクーン）

2008年
- Kart Promotion プロデュースvol.5『TEN COUNT〜秋の章〜』（10月30日 - 11月7日、俳優座劇場）
- FREAK ENTERTAINMENT PRODUCE『GUNS』（10月7日 - 13日、シアターグリーン BIGTREE THEATER）
- TUFF STUFF×X-QUEST『森の風子』（9月5日 - 7日、シアターアプル）
- 宇宙食堂『火星水族館』（5月15日 - 18日、東京芸術劇場 小ホール1）
- X-QUEST『狼少女ダルマ』（4月2日 - 6日、あうるすぽっと）
- シアターキューブリック『誰ガタメノ剣』（2月7日 - 11日、中野 ザ・ポケット）

2007年
- X-QUEST『前橋市立南高校演劇部』（12月15日 - 24日、サンモールスタジオ）
- スキマニ『Rulebook Junkies』（10月19日 - 22日、アイピット目白）
- X-QUEST『金と銀の鬼』（9月12日 - 17日、シアターVアカサカ）
- アップフロントワークスCollaborated with X-QUEST『RPG Fly Me To The Saturn 私を土星に連れてって！』[27]（5月11日 - 20日、シアターグリーン BIGTREE THEATER）
- カプセル兵団『燃えよ映画魂！』（2月7日 - 12日、笹塚ファクトリー）
- X-QUEST『エロドラマ』（1月13日 - 21日、サンモールスタジオ）

2006年
- Royal『Customer Party2006』（11月24日、パン・パシフィックホテル横浜）
- X-QUEST『剣狼』（10月5日 - 9日、東京芸術劇場 小ホール1)
- シアターグリーンリニューアル1周年記念 招待作品『百円野菜』（作：藤井貴里彦 / 演出：はせひろいち）[28][29]（7月31日 - 8月6日、シアターグリーン メインホール）
- X-QUEST『EVE』（6月14日 - 18日、アイピット目白）
- カプセル兵団『アルケミスト』（4月26日 - 30日、萬劇場）
- X-QUEST『色彩組曲Remix〜超伝導ヘキサゴン』（1月9日 - 16日、シアターグリーン メインホール）

2005年
- X-QUEST『イヌのチカラ』（10月6日 - 10日、東京芸術劇場 小ホール1)
- アイドリングストップ花歌マジックトラベラー『ただ…ただよう…〜サンゴの丘で飲みましょう〜』（6月15日 - 19日、SPACE107）
- X-QUEST『鬼と悪魔のファンタジー』（1月8日 - 16日、中野 ザ・ポケット）

2004年
- アカブキシン『フロンティングヒィロゥ！！』（11月5日 - 7日、神楽坂die pratze）
- アイドリングストップ花歌マジックトラベラー『夏の夜の夢のよう』（8月18日 - 22日、下北沢駅前劇場）

2003年
- 『大江戸ロケット』（7月8日・9日、神楽坂die pratze）

2002年
- 『鹿屋の四人』（6月17日・18日、テアトルアカデミーAスタジオ）
- 『私が、棄てた、女』（1月4日 - 6日、テアトルアカデミー Aスタジオ）

2001年
- 『破壊ランナー』（テアトルアカデミー Aスタジオ）

### 振付
2005年〜2018年
- X-QUEST作品

2018年
- mild×mild『夏の夜の夢』

2014年
- DIVE@LIVE-維新-『幕末-狼kick!-』

2010年
- アフィリア・サーガ・イースト3rdシングル『教育的指導！』

### CM
2004年
- ヨドバシカメラ
- GATBY
- セイコーマート